# Golfo de Tunes

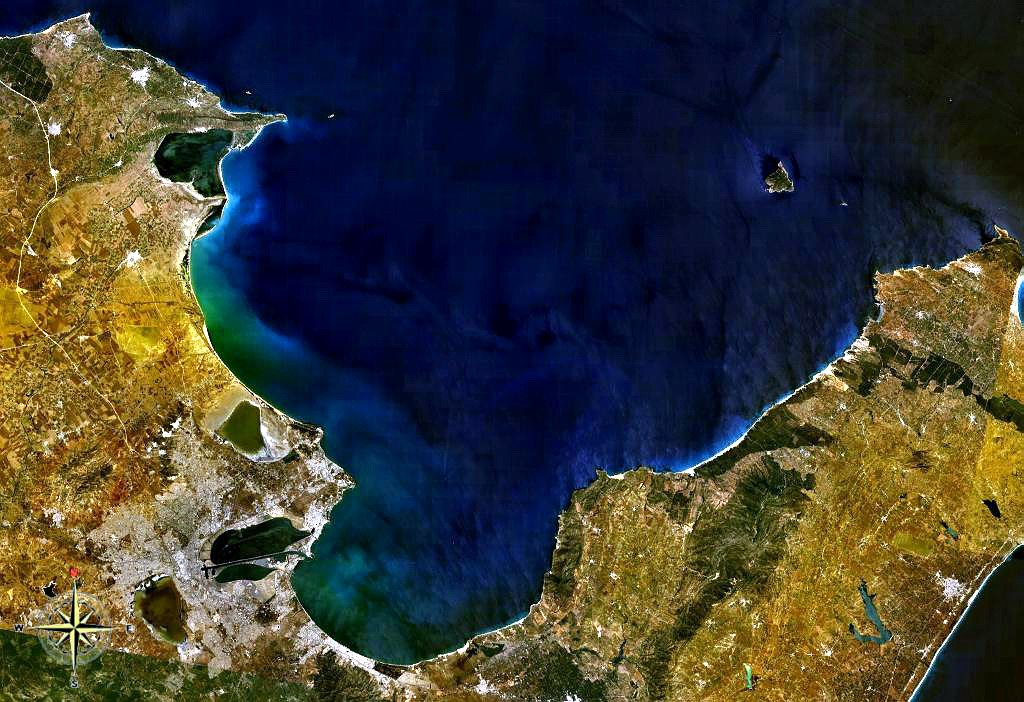
Vista de satélite do golfo.

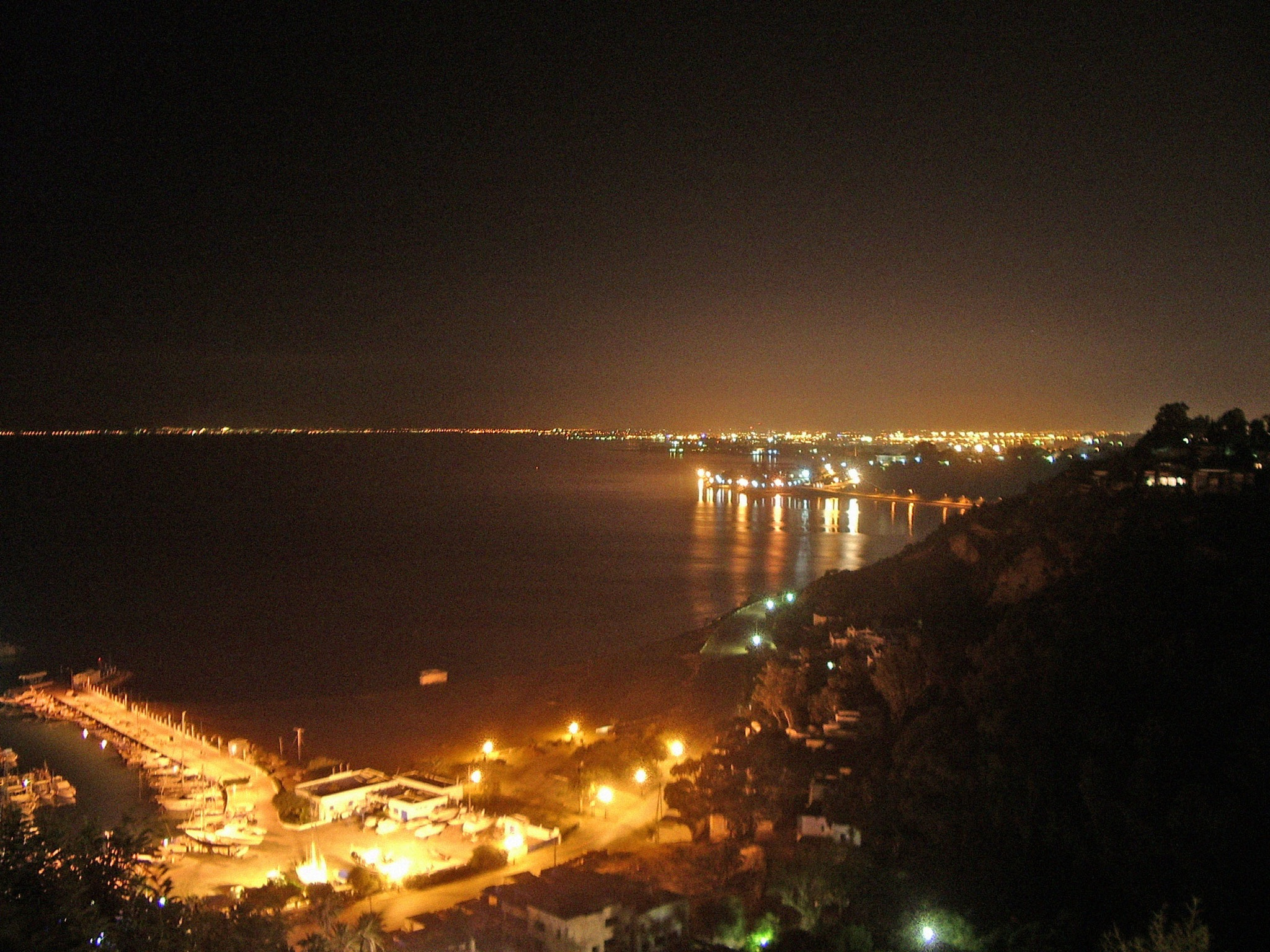
Vista nocturna da costa, próximo de Cartago.

O golfo de Tunes (em árabe: خليج تونس) é um golfo do mar Mediterrâneo localizado a nordeste de Tunes, que se estende uns 70 km, entre o cabo Sidi Ali El Mekki (a poucos quilómetros a leste de Ghar El Melh) e o cabo Eddar Rass (o cabo Bon, stricto sensu), a uns quilómetros a norte de El Haouaria, situado no extremo nordeste da península do mesmo nome. A cidade de Tunes, a capital da Tunísia, situa-se no extremo sul do golfo, bem como um grupo de importantes povoados que nas suas costas se estabeleceram nos últimos três milénios, incluindo a história cidade de Cartago. 

## Geografia
A região costeira do golfo pertence a cinco regiões administrativas da Tunísia: Bizerta, Ariana, Tunes , Ben Arous e Nabeul. A costa da parte central do golfo corresponde à província e cidade de Tunes, que beneficia de uma localização protegida e favorável à criação de um grande porto comercial.
A costa da parte mais interna do golfo, forma a homónima baía, a baía de Tunes, com cerca de 20 km de boca, que se estende desde o cabo Cartago (Sidi Bou Said), ao norte, até à pequena estação termal de Qurbus, ao sul. Constitui um espaço litoral altamente urbanizado.
O litoral, especialmente na parte central, é formado por um longo cordão dunar alimentado pelos sedimentos carreados por dois rios, o Medjerda, de 460 km de comprimento, que desemboca pelo lado oeste do golfo, e o Wadi Miliane, de 160 km de comprimento, na parte central.
As águas do golfo são pouco profundas e os fundos são de areia e lodos. A vegetação que cobria os fundos apenas subsiste nas zonas menos afectadas pelas acções antrópicas e não desce em geral abaixo dos 10 m de profundidade. A fanerogâmica marinha Posidonia oceanica persiste próximo da superfície (forma conhecida como «recifal») na parte sudoeste da baía de Tunes, próximo de Sidi Rais e Korbous. Por outro lado, esta planta é muito vulnerável e apenas sobrevive na forma de pequenas ervas.